# Sankt-Johannes-Kirche (Lindhorst)

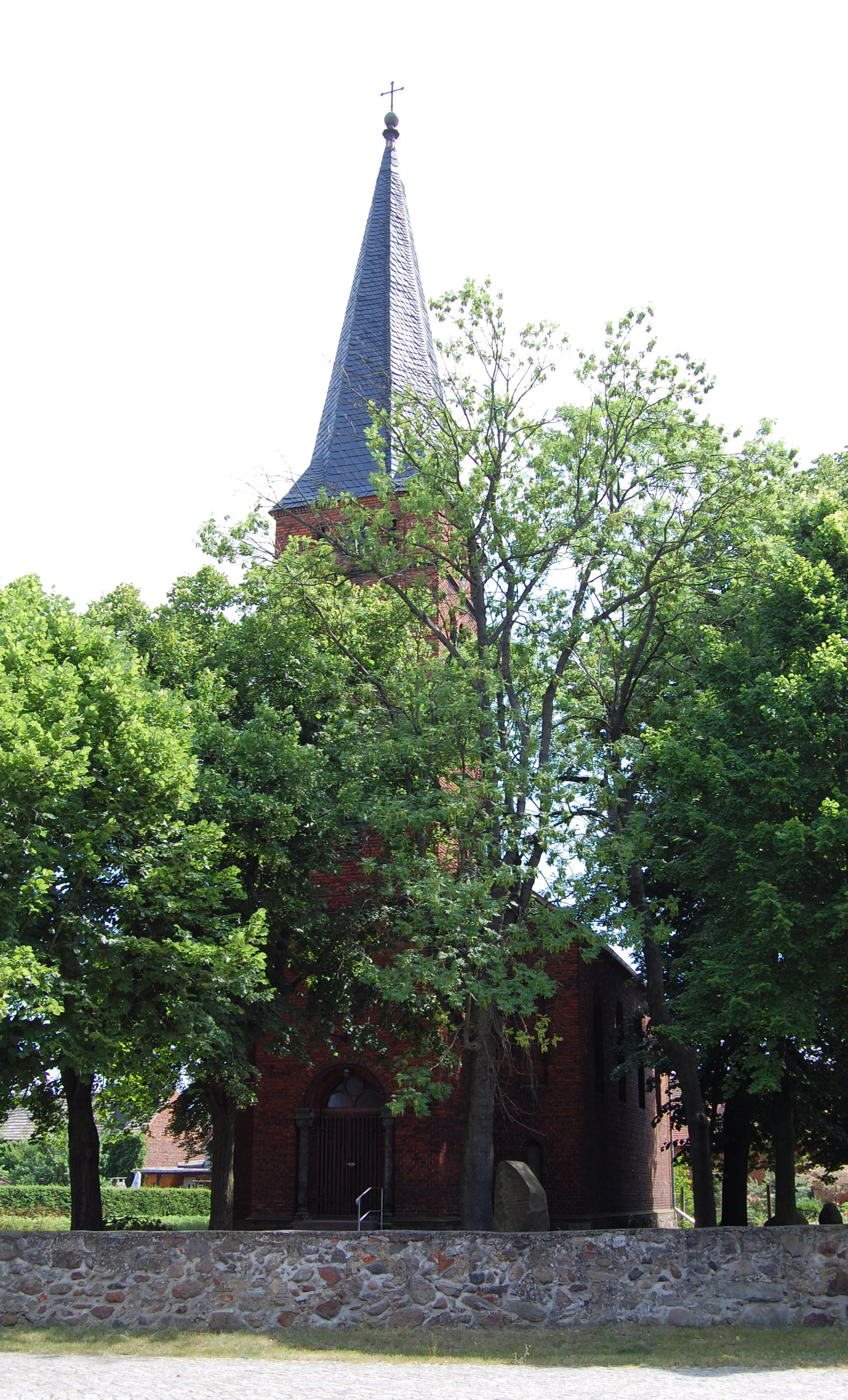
Das Gotteshaus im Dorf Lindhorst, von der Westseite gesehen.

Die Sankt-Johannes-Kirche ist die evangelische Kirche des Dorfes Lindhorst in Sachsen-Anhalt.

## Geschichte und Außenarchitektur
Das Kirchengebäude entstand 1861 im neoromanischen Stil. Auf einem Werksteinsockel erhebt sich die aus Backsteinen errichtete Saalkirche. Westlich des Kirchenschiffs steht ein schlanker Kirchturm mit quadratischem Grundriss. An der Ostseite befindet sich eine halbrunde und fensterlose Apsis. Nordöstlich des Kirchenschiffs wurde bereits zur Bauzeit der Kirche eine Sakristei angebaut. Als Fassadenelement verfügt die Kirche über eine Zwerggalerie.

## Im Inneren
Das Innere der Kirche wird von einem offenen, verbretterten Dachstuhl überspannt. Auf der Westempore befindet sich die Orgel mit einem klassizistischen im Rundbogenstil gestalteten Prospekt. Sie wurde 1878 in der Werkstatt von Carl Böttcher geschaffen. Kanzel, Gestühl und Leseständer stammen aus der Bauzeit des Kirchengebäudes. 
Bemerkenswert ist der Rumpf eines barocken Kruzifixes aus dem 18. Jahrhundert. Die Arme des Kreuzes wurden später erneuert.
Die vorläufig letzte Instandsetzung der Kirche erfolgte nach der Wende, in den Jahren 1996/1997.